# Let's All Go to the Lobby
Let's All Go to the Lobby is een korte Amerikaanse animatiefilm uit 1957 geproduceerd door Dave Fleischer. De film toont een groep dansende etenswaren, die zingen dat mensen om wat te kunnen eten naar de lobby moeten gaan. De film werd gebruikt als een reclamefilmpje voor het etenskraampje in drive-inbioscopen.
Het lied dat in de film wordt gezongen, heeft de volgende tekst:
Let's all go to the lobby

Let's all go to the lobby

Let's all go to the lobby

To get ourselves a treat.
Delicious things to eat

The popcorn can't be beat.

The sparkling drinks are just dandy

The chocolate bars and nut candy.
So let's all go to the lobby

To get ourselves a treat.

Let's all go to the lobby

To get ourselves a treat.
De film bevindt zich momenteel  in het National Film Registry.

## Parodie
De film kent grote bekendheid. Zo zijn er door de jaren heen veel parodieën van gemaakt in onder andere de series The Simpsons, Futurama, The Daily Show, 2 stupid dogs, Aqua Teen Hunger Force en de tekenfilms van Don Hertzfeldt. Ook zijn er verwijzingen naar de film te vinden in Scrubs en Two and a Half Men.